# Flora Haines Loughead
Flora Loughead, née Flora Haines, puis Flora Gutierrez, née le 12 juillet 1855 à Milwaukee (Wisconsin) et morte en 1943 à Oakland (Californie), est une écrivaine polygraphe, essayiste, journaliste, exploitante agricole et propriétaire d'une mine américaine. En 1893, elle figure dans le livre A Woman of the Century de Frances E. Willard et Mary Livermore. Elle est surnommée l'« Opale Queen » de la Virgin Valley (en), vallée située en Arizona et au Nevada.

## Biographie

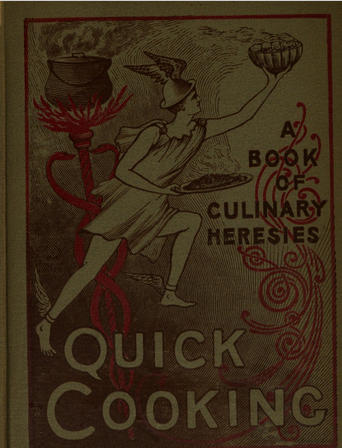
Couverture de Quick Cooking.

Elle naît à Milwaukee, dans le Wisconsin en 1855, de parents originaires du Maine. 

### Carrière
Elle commence à écrire à l'âge de 15 ans, mais sa première contribution est refusée par The Aldine, un mensuel d'art américain du XIXe siècle, dont l'éditeur Richard Henry Stoddard (en) lui indique qu'il n'a pas la place pour la publier. Il lui suggère de chercher ailleurs, mais elle n'en retient qu'un refus. Elle étudie à l'université Lincoln, en Illinois, dont elle est diplômée en 1872, tout en écrivant pour des journaux à partir de 1873 comme le Chicago Inter Ocean puis en 1874 et 1875 pour des journaux de Denver. Elle fait connaissance de Helen Hunt Jackson dont elle devient une amie intime. Son premier livre, intitulé Libraries of California, est publié en 1878 et consiste en un guide des bibliothèques de cet état. Elle écrit pour des journaux de San Francisco de 1878 à 1882 puis de 1884 à 1886, ce qui lui permet de gagner sa vie.
En 1886, elle publie Hand-book of Natural Science. Elle se tourne ensuite vers la fiction, et écrit des nouvelles publiées dans des journaux comme Ingleside, San Franscican, Argonaut, Drake's magazine, Current et Overland Monthly.
Elle remporte un certain succès avec The Black Man Who Was Guilty à une échelle locale, avant qu'il ne soit publié à Boston en 1886 puis avec The Black Curtain. Elle publie également Quick Cooking: A Book of Culinary Heresies for the Busy Wives and Mothers of the Land en 1889,.

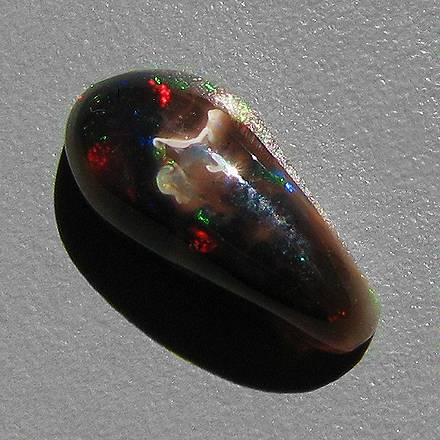
Opale noire.

Elle couvre de nombreux sujets comme journaliste dont le tremblement de terre de San Francisco de 1906. Elle est envoyée en 1915 par le San Francisco Chronicle au Nevada dans la Virgin Valley pour enquêter sur la découverte d'opales. Elle y achète 15 concessions. En 1916, elle obtient le soutien financier de Mme Gardiner Hammond. Elle passe le reste de sa vie à exploiter ses concessions d'opale. Elle est connue comme l' « Opale Queen », propriétaire des mines « Rainbow », « Stonetree » et « Bonanza », ainsi que de la concession « Giant Tree ». Elle en vend certaines en 1918 pour se concentrer sur l'exploitation des mines Rainbow et Bonanza.
Elle meurt en 1943. Elle est enterrée au Mountain View Cemetery, à Oakland, en Californie.

### Vie personnelle
Elle se marie à un Californien et déménage à San Francisco, où elle a trois enfants. Deux, Victor et May, atteignent l'âge adulte.
En février 1886, elle se marie avec John Loughead. Il adopte les enfants issus de son premier mariage, et elle a avec lui dans les trois années qui suivent deux autres enfants, Allan et Malcolm. Ceux-ci deviennent des pionniers de l'aviation et fondateurs de la Lockheed Corporation. Victor, issu de son premier mariage, prend également le nom de Loughead et devient plus tard ingénieur automobile. Elle leur enseigne.
Elle se marie une troisième fois à 53 ans à un certain M. Guttierez.

## Œuvre
(Les éditions Fogotten Books, sont en train de rééditer les œuvres de Flora Haines Loughead)
- Santos's Brother, 1892, rééd.  Forgotten Books, 2017
- Quick cooking : a book of culinary heresies for the busy wives and mothers of the land, 1887, rééd. Forgotten Books, 2017
- The Libraries of California, éd. 1879, rééd. par Nabu Press, 2010.
- The Loan of a Name
- The Story of the Pozzuolana House
- A Soldier under Garibaldi
- In the Garden of Eden
- The Son of a Convict
- Scientific Reports on Spiritualistic and Kindred Phenomena
- The Animated Chimney
- Sealskin Annie
- In the Shadow of The Live-Oak
- Counsel Must Hang Too
- A Strange Voyage
- The House on the Hill
- Before the Black Cap Went On
- Miss Hetty's Carpet
- Volunteer Joe
- John Mitchell's Indictment
- Brander's Wife, A Christmas Story
- The Natural sciences : a hand-book prepared for the use of Pacific Coast students : containing simple directions, contributed by leading scientists, to collectors and preservers of specimens, 1886
- The Gold dust series, 1891-
- A keramic study; a chapter in the history of half a dozen dinner plates, 1895
- The black curtain, 1898
- Life, Diary, and Letters of Oscar Lovell Shafter, Associate Justice, Supreme Court of California ... Edited ... by Flora Haines Loughead. [With portraits.]., 1915
- The abandoned claim, 1919
- Dictionary of given names, 1934